# Ray Lopes
Ray Lopes (New Haven, 20 febbraio 1962) è un allenatore di pallacanestro statunitense.